# Alonso de Ercilla
Œuvres principales
La Araucana
Alonso de Ercilla y Zúñiga, né le 7 août 1533 à Madrid, où il est mort le 29 novembre 1594 , est un poète et soldat espagnol. Il est notamment l'auteur de La Araucana, poème épique relatant la répression militaire espagnole du soulèvement des Mapuches, au Chili. Alonso de Ercilla y Zúñiga a lui-même participé à cette campagne militaire.

## Biographie
Né à Madrid en 1533, membre de la Maison de Zúñiga, ses parents — Fortún García de Ercilla, juriste du Conseil Royal, et Leonor de Zúñiga (es) — étaient originaires de Bermeo (Biscaye, Pays basque). Dernier d'une fratrie de six enfants, son père meurt alors qu'il est âgé d'à peine un an. La situation économique s'aggrave après une discussion au sujet d'un mariage contracté par sa mère en 1545, ainsi que la mort de l'aîné à Madrid. C'est dans la quasi pauvreté qu'elle destine son second fils à l’Église et sollicite les faveurs de Charles Quint.